# Демьянки (Шишацкий район)
Демьянки́ (укр. Дем'янки) — село,
Великобузовский сельский совет,
Шишацкий район,
Полтавская область,
Украина.
Код КОАТУУ — 5325780502. Население по переписи 2001 года составляло 36 человек.

## Географическое положение
Село Демьянки примыкает к селу Низовая Яковенщина, на расстоянии в 1 км расположены сёла Кирпотовка и Луци.
По селу протекает пересыхающий ручей с запрудой.
Рядом проходит автомобильная дорога Т-1720.